# Michala Banas
Michala Elizabeth Laurinda Banas (Wellington, Nieuw-Zeeland, 14 november 1978), is een Nieuw-Zeelands actrice en zangeres.

## Jeugd
Banas werd geboren op 14 november 1978 in Wellington, Nieuw-Zeeland. Maar verhuisde op 10-jarige leeftijd naar Australië.
Haar bijnamen zijn: Mickey, Micca en Koo. Banas heeft twee broers (Leon en Alexis) en één zus (Claudia).
Banas kreeg haar eerste rol 1995, toen ze Louisa Iredale speelde in Mirror Mirror. Voor deze rol werd ze in 1996 genomineerd voor de 'Beste en jongste actrice Award' bij de televisieprijzen van Nieuw-Zeeland.
Banas heeft verschillende gastrollen gehad in Australische drama's zoals: Something in the Air, The Saddle Club, Home and Away, GP, Flipper, Good Guys Bad Guys, State Coroner, Murder Call, Round the Twist en Blue Heelers. In 2002 had Banas een kleine rol in de film Scooby Doo.
Na verschillende gastrollen te hebben gespeeld werd Banas een bekend gezicht op tv dankzij haar rol als Marissa Taylor in de serie Always Greener. Dit leverde haar een Logie nominatie op in 2002 voor meest populair nieuw talent vrouwelijk. Ten tijde van Always Greener heeft Banas een single opgenomen genaamd: 'Kissin' the Wind' (2003).
Banas over McLeod’s Daughters: “Het is de hardst werkende baan die ik ook ooit heb gehad, maar ik hou ervan. Ik knijp me zelfs weleens; het is namelijk een droomrol! De scripts, de medewerkers en de collega’s zijn geweldig.”
Banas over Kate Manfredi: "Kate is slim en gevoelig, maar wel een beetje sociaal uitdagend. Mensen reageren daar op en houden daarom van haar. Kate is anders dan de rollen die ik tot nu toe heb gespeeld en ik heb er enorm veel lol in!"

## Trivia
- Michala Banas heeft vroeger in een aantal bandjes gezongen waaronder: Pass The Peas en Cosmo.
- Ze heeft zelf ook weleens liedjes geschreven met oud-collega’s uit de serie Always Greener.
- Michala is de dochter van schrijver en regisseur John Banas. John heeft afleveringen geschreven voor Blue Heelers, Water Rats, Stingers en was de regisseur van Mirror, Mirror.

## Filmografie
| Jaar      | Titel                               | Rol             |
| --------- | ----------------------------------- | --------------- |
| 2004-2008 | McLeod's Daughters (televisieserie) | Kate Manfredi   |
| 2003      | Ned                                 | Muffy           |
| 2002      | Scooby-Doo                          | Carol           |
| 2001      | Always Greener                      | Marissa Taylor  |
| 2001      | The Saddle Club                     | Shoshonna Green |
| 2001      | BeastMaster                         | Loriel          |
| 2000-2001 | Round The Twist                     | Ariel           |
| 2000      | Something in the Air                | Angela          |
| 2000      | The Lost World                      | Renata          |
| 1999      | Murder Call                         | Kylie McDonald  |
| 1999      | Blue Heelers                        | Tara Bruckner   |
| 1998      | State Coroner                       | Zoe Martin      |
| 1995      | Mirror, Mirror                      | Louisa Iredale  |